# (26963) Palorapavý
(26963) Palorapavý, désignation internationale (26963) Palorapavy, est un astéroïde de la ceinture principale.

## Description
(26963) Palorapavy est un astéroïde de la ceinture principale. Il fut découvert le 13 août 1997 à l'Observatoire d'Ondřejov par Petr Pravec. Il présente une orbite caractérisée par un demi-grand axe de 2,58 UA, une excentricité de 0,20 et une inclinaison de 6,5° par rapport à l'écliptique.

## Compléments